# Daniela Vega
Daniela Vega Hernández (Santiago, 3 de junio de 1989) es una actriz y cantante lírica chilena. Ha recibido aclamación de la crítica por su actuación protagónica en Una mujer fantástica (2017), dirigida por Sebastián Lelio, la primera película chilena en ganar el premio Óscar a la mejor película de habla no inglesa. Ha sido también la primera mujer transgénero en ser presentadora de los Premios Óscar. En abril de 2018 fue elegida por la Revista Time una de las cien personalidades más influyentes del mundo.

## Biografía

### Primeros años
Daniela Vega nació en la comuna de San Miguel, en la ciudad de Santiago. Es la hija mayor de Igor Vega, propietario de una imprenta, y Sandra Hernández, una ama de casa. Al poco tiempo de nacer, su familia se mudó a la comuna de Ñuñoa, donde nació su hermano Nicolás. A la edad de ocho años, una de sus profesoras descubrió su talento para el canto lírico, por lo que comenzó a actuar en pequeñas producciones en Santiago, lo que determinó su gusto por las artes. Durante su infancia, sufrió varios episodios de discriminación en su paso por la educación primaria y secundaria, debido a su feminidad.
A los 15 años, Vega se identificó como mujer transgénero ante su familia, que la apoyó de inmediato. Después de finalizar la secundaria, Daniela comenzó a ganarse la vida como estilista en un salón de belleza y durante sus tiempos libres, y a pesar de carecer de estudios formales, comenzó a involucrarse en el ambiente artístico local.
En 2019 cambia su nombre legalmente al de su identidad con la ley de identidad de género promulgada durante el segundo gobierno de Sebastián Piñera.

### Carrera

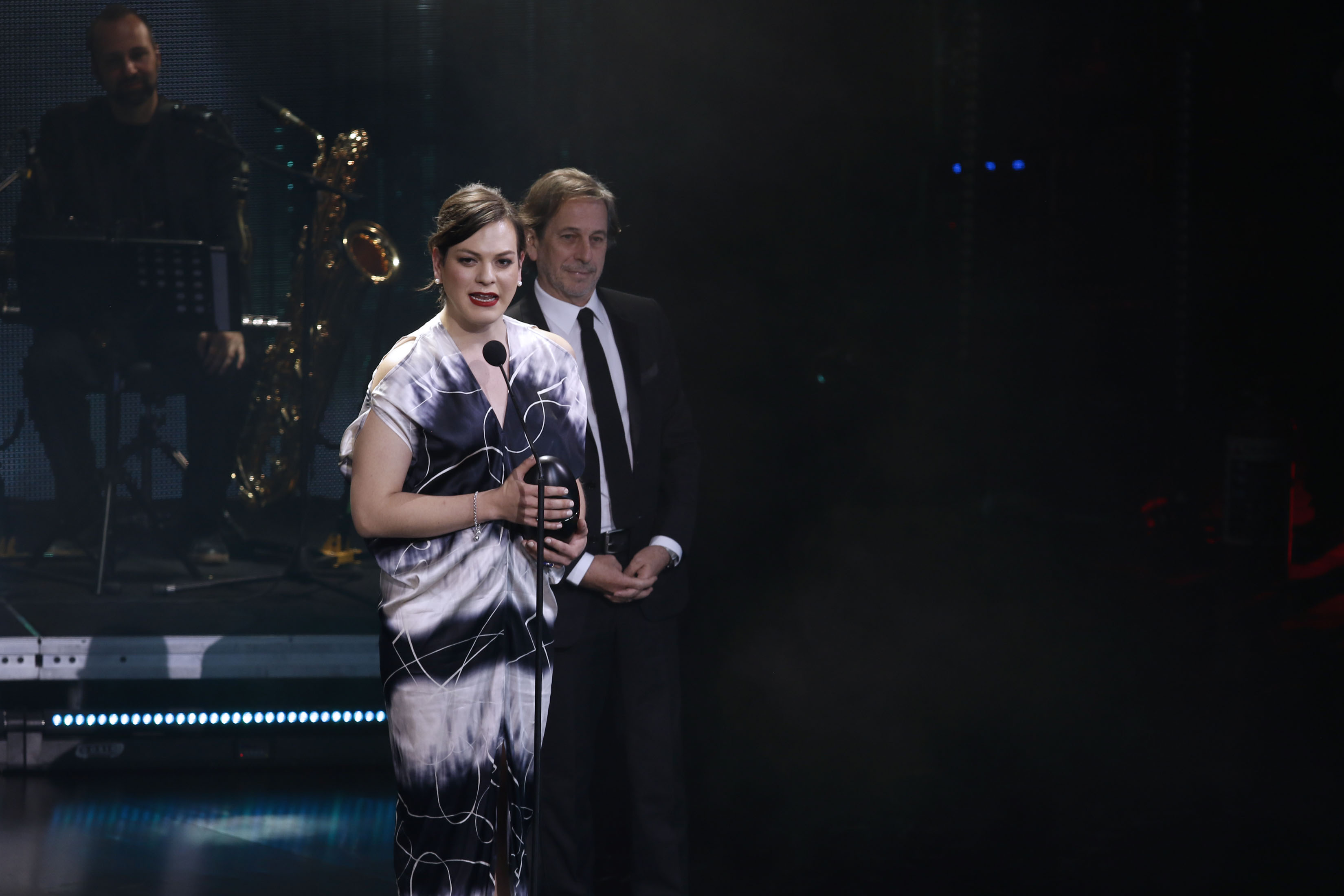
Daniela Vega recibe el Premio Fénix 2017 como mejor actriz por Una mujer fantástica, México, 6 de diciembre de 2017.

Tras haber tenido algunas experiencias previas en instancias teatrales universitarias, en 2011 protagonizó el montaje de La mujer mariposa, biodrama de una transfiguración, de Martín de la Parra, obra en formato de gabinete basada parcialmente en su vida, la cual se mantuvo por cinco años en cartelera en diversos teatros chilenos. Allí también tuvo la oportunidad de cantar ópera y ser descubierta para el cine.
En 2014 adquirió notoriedad cuando participó en el videoclip de la canción María de Manuel García. Ese mismo año tuvo su debut cinematográfico en La visita, dirigida por Mauricio López Fernández, labor que le permitió viajar por diversos festivales de cine en el mundo y le otorgó sus primeros galardones internacionales como actriz de cine. Sin abandonar su trabajo en las tablas, en 2016 participó en el montaje de Migrantes, obra con actores, bailarines y cantantes sobre el tema de la migración como «un tránsito corporal, político, sexual, poético y etario», compuesta y dirigida por Sebastián de la Cuesta, Rodrigo Leal y Cristián Reyes, montaje que tuvo una segunda temporada en 2017.

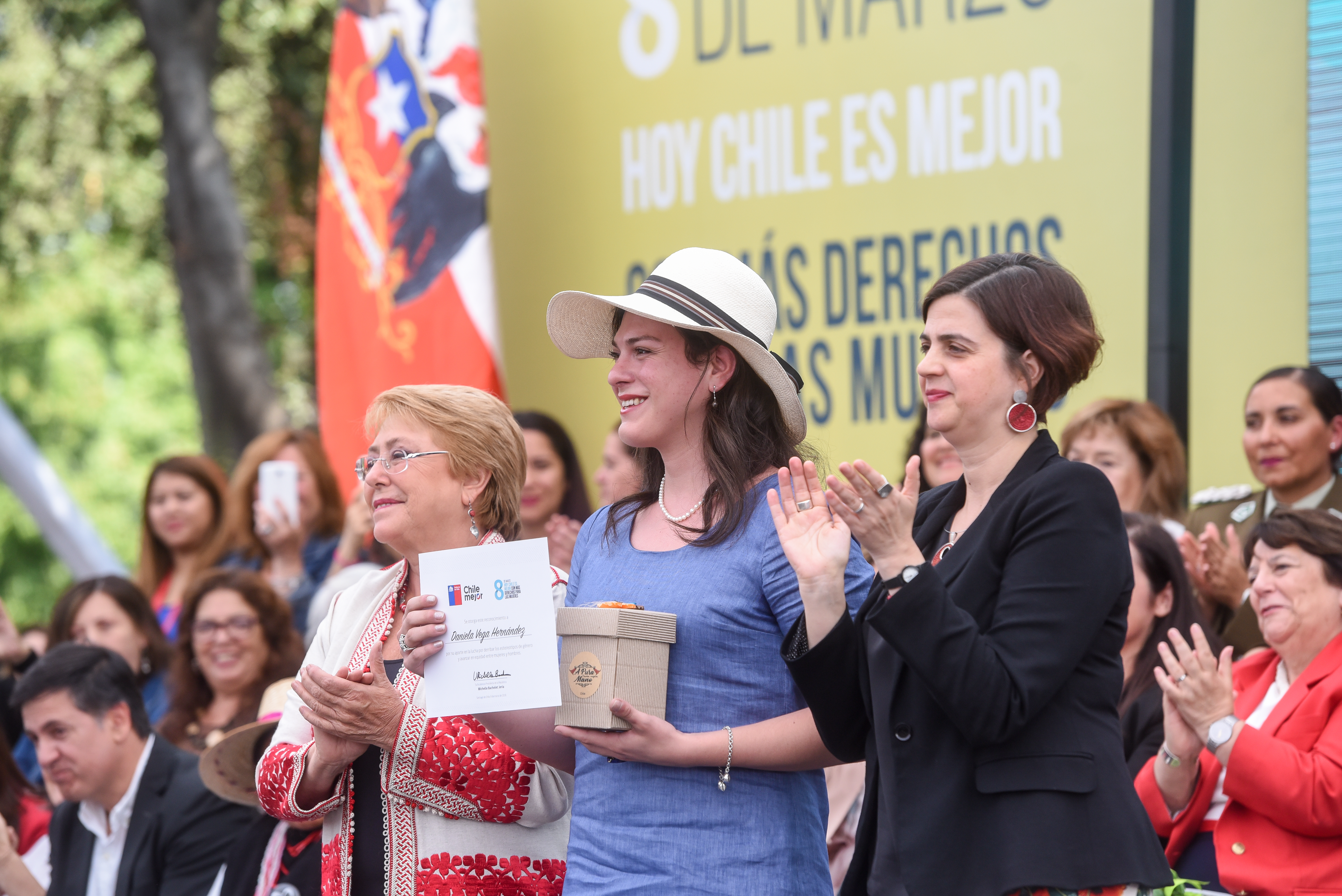
Daniela Vega, junto a la entonces presidenta de Chile Michelle Bachelet y la ministra de la Mujer y la Equidad de Género Claudia Pascual en la conmemoración del Día Internacional de la Mujer en la comuna de Lo Prado, 8 de marzo de 2018.

En 2017 protagonizó la película chilena Una mujer fantástica, a cuya producción llegó como asesora cultural como parte del proceso creativo, pero finalmente el director Sebastián Lelio le ofreció el papel a ella. La película se estrenó en la 67.ª edición del Festival Internacional de Cine de Berlín y recibió aclamación de la crítica, sobre todo por su actuación.
El reconocimiento a la calidad de su interpretación en esta película provocó fuertes rumores en los medios sobre una merecida nominación al Oscar como mejor actriz, incluso algunos de ellos recomendaban firmemente que así sucediera.
El 16 de febrero de 2018, fue seleccionada en la lista de presentadores en la 90.ª ceremonia de entrega de los Premios Óscar el 4 de marzo de 2018, convirtiéndose en la primera persona transgénero en la historia del Óscar en tener esa distinción.
En 2018 se confirmó su participación en tres series de televisión: La jauría, teleserie chilena con temática sobre delitos de género, dirigida por la argentina Lucía Puenzo (Wakolda) y producida por Fábula, TVN;  la británica Fremantle para Netflix; y la producción estadounidense Tales of the City de Netflix, puesta al día de la original de 1993, protagonizada nuevamente por Laura Linney y Olympia Dukakis.

## Filmografía

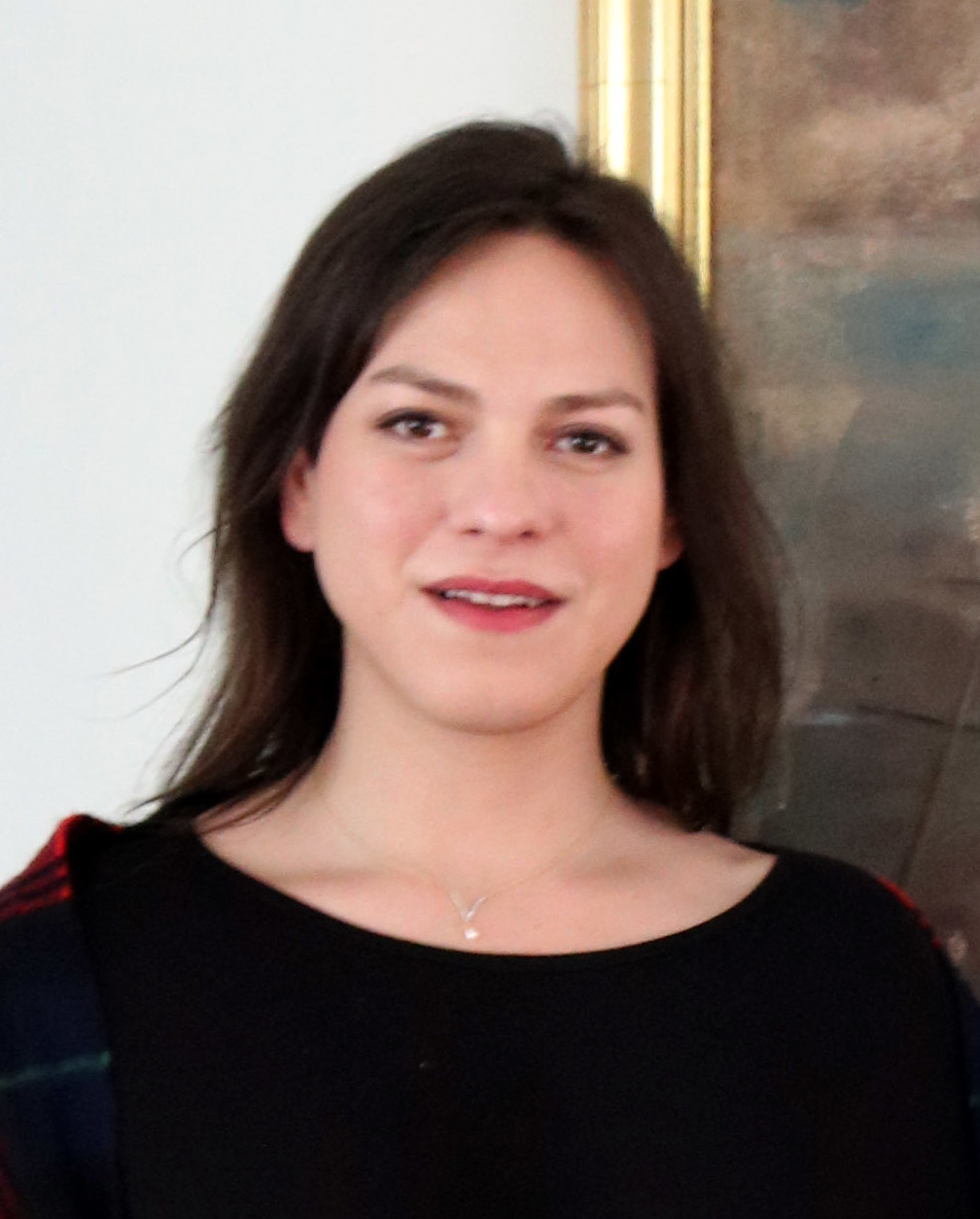
Daniela Vega en Tokio en el preestreno de Una mujer fantástica en enero de 2018.

### Cine
| Año  | Título                          | Papel        | Notas                    | Ref(s)               |
| ---- | ------------------------------- | ------------ | ------------------------ | -------------------- |
| 2014 | La visita                       | Elena        | Debut cinematográfico    | [ 24 ] [ 25 ]        |
| 2017 | Una mujer fantástica            | Marina Vidal |                          | [ 26 ] [ 27 ] [ 28 ] |
| 2018 | Un domingo de julio en Santiago | Pamela       |                          | [ 29 ] [ 30 ]        |
| 2019 | Es la noche el desamparo        | Gabriela     | Cortometraje de ficción  | [ 31 ] [ 32 ]        |
| 2021 | Futura                          | Lucya        | Debut en el cine europeo | [ 33 ]               |
| 2024 | Technoboys                      | Charlize     | Película de Netflix      | [ 34 ]               |

### Televisión
| Año  | Título                      | Papel              | Notas                          | Ref(s) |
| ---- | --------------------------- | ------------------ | ------------------------------ | ------ |
| 2019 | Historias de San Francisco  | Ysela              | 3 episodios                    | [ 35 ] |
| 2020 | La Jauría                   | Elisa Murillo      | Elenco principal, 16 episodios | [ 36 ] |
| 2022 | Érase una vez... pero ya no | La Bruja / Enamora | Elenco principal, 6 episodios  |        |
| 2022 | La rebelión                 | Jana               | Elenco principal               | [ 37 ] |
| 2023 | El Poder                    | Hermana María      | Elenco principal               | [ 38 ] |

## Premios y nominaciones
| Año  | Premio                                                             | Categoría                                              | Película             | Resultado |
| ---- | ------------------------------------------------------------------ | ------------------------------------------------------ | -------------------- | --------- |
| 2018 | Premios Platino                                                    | Platino a la mejor interpretación femenina             | Una mujer fantástica | Ganadora  |
| 2018 | Premios Caleuche                                                   | Mejor actriz protagónica en un largometraje de ficción | Una mujer fantástica | Ganadora  |
| 2018 | Festival Internacional de Cine de Palm Springs                     | Mejor actriz en película extranjera                    | Una mujer fantástica | Ganadora  |
| 2017 | Festival Internacional del Nuevo Cine Latinoamericano de La Habana | Mejor actriz                                           | Una mujer fantástica | Ganadora  |
| 2017 | Premio Iberoamericano de Cine Fénix                                | Mejor actriz                                           | Una mujer fantástica | Ganadora  |
| 2017 | Festival de Cine de Lima                                           | Premio del Jurado a Mejor actriz                       | Una mujer fantástica | Ganadora  |
| 2015 | Encuentro de Cine Sudamericano de Marsella                         | Mejor actriz                                           | La visita            | Ganadora  |